# Лонден, Аксель
Аксель Фредрик Лонден (фин. Axel Fredrik Londen; 5 августа 1859 — 8 сентября 1928) — финский стрелок, призёр Олимпийских игр.
Аксель Лонден родился в 1859 году в Фридрихсгаме (Великое княжество Финляндское). В 1912 году, на Олимпийских играх в Стокгольме, выступая за финскую команду, принял участие в соревнованиях по трём стрелковым дисциплинам. Он завоевал бронзовую медаль в командном первенстве в одиночных выстрелах по «бегущему оленю», но в личном первенстве оказался лишь 18-м. В соревнованиях по трапу Аксель Лонден стал 4-м.